# Parafia Miłosierdzia Bożego w Pogorzałkach
Parafia pw. Miłosierdzia Bożego w Pogorzałkach – rzymskokatolicka parafia należąca do dekanatu Białystok–Bacieczki, archidiecezji białostockiej, metropolii białostockiej.

## Obszar parafii
W granicach parafii znajdują się miejscowości:
- Pogorzałki,
- Borsukówka,
- Gniła
- Rybaki

## Historia parafii
W 1941, w święto Przemienienia Pańskiego, mieszkańcy Pogorzałek przekazali na kaplicę drewniany budynek dawnego domu ludowego.
14 grudnia 1946, wileński administrator apostolski, arcybiskup Romuald Jałbrzykowski erygował parafię pw. Przemienia Pańskiego w Pogorzałkach. Wydzielono ją z parafii Zwiastowania NMP w Dobrzyniewie, a pierwszym proboszczem został ks. Jan Perkowski.
Zgodę na budowę kościoła parafialnego uzyskano w 1976, a w 1990, po jego poświęceniu, zmieniło się także wezwanie parafii na Miłosierdzia Bożego.

## Miejsca święte
Kościół parafialny
Po uzyskaniu zgody władz państwowych w 1976, budowę kościoła Miłosierdzia Bożego w Pogorzałkach, według projektu Jerzego Zgliczyńskiego, rozpoczęto w 1978. W ciągu dwóch lat osiągnięto stan surowy. Po wykonaniu marmurowego ołtarza według projektu Adolfa Szczypińskiego, 21 kwietnia 1990 kościół konsekrował biskup Edward Kisiel.
Po wizycie papieża Jana Pawła II w Białymstoku w 1991, do kościoła w Pogorzałkach zostały przekazane obrazy: Matki Bożej Miłosierdzia i bł. Bolesławy Lament oraz relikwie bł. Bolesławy Lament.
Kaplica pw. Przemienienia Pańskiego
Obok kościoła parafialnego w Pogorzałkach znajduje się zabytkowa kaplica zbudowana przed 1863. Według miejscowego przekazu modlili się przy niej powstańcy styczniowi. Po 1905 kaplica została rozbudowana i raz do roku odprawiał w niej mszę kapłan z parafii w Dobrzyniewie. Otoczona murem kamiennym kaplica ma dwie części: starszą – murowaną i nieco późniejszą – drewnianą. W kaplicy znajduje się obraz Przemienienia Pańskiego.
Cmentarz
- w pobliżu kościoła znajduje się cmentarz, założony w 1946 r. o powierzchnia 0,88 ha[2]

## Proboszczowie
- 1946–1976 ks. Jan Perkowski[3]
- 1976–1985 ks. Henryk Hołubowski[4]
- 1985 - 1994 ks. Ryszard Kotkowicz
- 1994–2017 ks. Jerzy Rachwałło[5]
- od 2017 ks. Marcin Kuczyński